# Eric Namesnik
Eric Namesnik est un nageur américain né le 7 août 1970 à Butler (Pennsylvanie) et mort le 11 janvier 2006 à Ypsilanti (Michigan).

## Biographie
Eric Namesnik dispute l'épreuve du 400 m 4 nages aux Jeux olympiques d'été de 1992 de Barcelone et aux Jeux olympiques d'été de 1996 à Atlanta. Il remporte la médaille d'argent lors de ces deux compétitions dans la même épreuve. Il meurt le 11 janvier 2006 à l'âge de 35 ans à la suite d'un accident de voiture.